# Neodon bershulaensis
Neodon bershulaensis — вид гризунів родини Cricetidae. Зустрічається тільки в Китаї.